# Кашіпур (Уттаракханд)
Кашіпур (англ. Kashipur) місто в індійському штаті Уттаракханд, найбільше місто округу Удхам-Сінґх-Наґар. Місто розташоване на шосе NH-74, також через нього проходить залізниця. Відстань до Делі — 225 км, до Харідвара — 200 км.
Кашіпур спочатку був відомий як Ґовісана (Govisana), але перейменована на честь Кашінатха Адхікарі, одного з посадовців держави Чанд.